# Tanjungmekar (Jamanis)
Tanjungmekar is een bestuurslaag in het regentschap Tasikmalaya van de provincie West-Java, Indonesië. Tanjungmekar telt 3540 inwoners (volkstelling 2010).